# Gamlet Ramonow
Gamlet Stanisławowicz Ramonow (ros. Гамлет Станиславович Рамонов; ur. 4 stycznia 1994) – rosyjski zapaśnik startujący w stylu wolnym. Brązowy medalista wojskowych mistrzostw świata w 2016 i MŚ juniorów w 2013 roku. Medalista mistrzostw Rosji juniorów.